# Grand Prix de Wallonie 1988
Il Grand Prix de Wallonie 1988, ventinovesima edizione della corsa, si svolse il 12 maggio 1988 su un percorso con partenza da Sombreffe e arrivo a Namur. Fu vinto dal belga Claude Criquielion della Hitachi-Bosal-BCE Snooker davanti ai francesi Laurent Fignon e Charly Mottet.

## Ordine d'arrivo (Top 10)
| Pos. | Corridore          | Squadra        | Tempo |
| ---- | ------------------ | -------------- | ----- |
| 1    | Claude Criquielion | Hitachi        |       |
| 2    | Laurent Fignon     | Système U      |       |
| 3    | Charly Mottet      | Système U      |       |
| 4    | Luc Roosen         | Roland         |       |
| 5    | Jaanus Kuum        | ADR            |       |
| 6    | Michel Dernies     | Lotto-Merckx   |       |
| 7    | Guy Nulens         | Panasonic      |       |
| 8    | Bjarne Riis        | Toshiba        |       |
| 9    | Dominique Arnould  | Toshiba        |       |
| 10   | Yves Godimus       | Boccaccio Life |       |